# Anders Yngve Grevillius
Anders Yngve Grevillius (né en 1864 et mort en 1925) est un botaniste suédois.

## Œuvres
- (sv) « Om fruktbladsförökning hos Aesculus Hippocastanum L. Med en tafla », Bihang till K.Sv.Vet.akad.handl., 1892, Bd 18:Afd.3:no 4.
- (sv) « Om vegetations utveckling på de nybildade Hjelmar-öarne L. », Kongliga Svenska Vetenskaps-Akademiens handlingar, Bihang, Kungliga Svenska Vetenskapsakademien (Stockholm), 1893, Vol. 13, 16 & 18.
- (de) « Ein Thysanopterocecidium auf Vicia cracca L. », Marcellia, Avellino, Pergola, 1909, Vol. VIII, 8 p. : 4 fig.